# Jeff Ross
Jeffrey Ross Lifschultz (Springfield Township, 1965. szeptember 13. –) amerikai stand-up komikus, színész. Stílusa és a különféle ún. roast eseményeken való részvétele miatt a "Roastmaster General" becenevet kapta. A Chicago Tribune 2009-ben "az új évezred Don Rickles-ének" nevezte. Első filmje, a 2006-os Patriot Act: A Jeffrey Ross Home Movie megnyerte a legjobb filmnek járó díjat a Comedia-filmfesztiválon.

## Élete
Newarkban nevelkedett. Második osztályos korában családja Union Townshipbe költözött, később innen is elköltöztek, Springfield Townshipbe. Itt járt iskolába. Zsidó származású. Van egy nővére, Robyn. Mikor 14 éves volt, anyja leukémia következtében elhunyt. Amikor Ross 19 éves volt, apja is elhunyt.
Ross a Bostoni Egyetemen tanult. 1987-ben diplomázott.
Elmondása szerint a kemény gyermekkora miatt fejlődött ki benne a sértő humor (insult comedy), amelyet védekezésre használt.
Több televíziós sorozatban és filmben is szerepelt.

## Diszkográfia
- No Offense (2008)